# بیندورف (مکلنبورگ-فورپومرن)
بیندورف (به آلمانی: Biendorf) یک شهر در آلمان است که در Neubukow-Salzhaff واقع شده‌است. بیندورف ۱٬۲۹۴ نفر جمعیت دارد.